# Phellinus brevisetulus
Phellinus brevisetulus är en svampart som beskrevs av Læssøe & Ryvarden 2010. Phellinus brevisetulus ingår i släktet Phellinus och familjen Hymenochaetaceae.   Inga underarter finns listade i Catalogue of Life.